# OFC-olimpiai selejtezőtorna
Az OFC-olimpiai selejtezőtorna (angolul: OFC Men's Olympic Qualifying Tournament) egy 23 éven aluliak számára kiírt labdarúgó-selejtező-torna, amely az olimpiára történő kijutásról dönt. A sorozatban Óceánia U23-as válogatottjai vesznek részt.

## Eddigi eredmények
| Év             | Rendező               | Döntő             | Döntő          | Döntő              | A 3. helyért      | A 3. helyért | A 3. helyért       |
| Év             | Rendező               | Győztes           | Eredmény       | 2. helyezett       | 3. helyezett      | Eredmény     | 4. helyezett       |
| -------------- | --------------------- | ----------------- | -------------- | ------------------ | ----------------- | ------------ | ------------------ |
| 1992 Részletek | Fidzsi-szigetek       | · Ausztrália      |                | · Új-Zéland        | · Fidzsi-szigetek |              | · Pápua Új-Guinea  |
| 1996 Részletek | Ausztrália            | · Ausztrália      |                | · Új-Zéland        | · Fidzsi-szigetek |              | · Salamon-szigetek |
| 1999 Részletek | Új-Zéland             | · Új-Zéland       | 4-1            | · Salamon-szigetek | · Fidzsi-szigetek | 3-0          | · Pápua Új-Guinea  |
| 2004 Részletek | Ausztrália, Új-Zéland | · Ausztrália      | 2-0 / 1-1      | · Új-Zéland        | · Vanuatu         |              | · Fidzsi-szigetek  |
| 2008 Részletek | Fidzsi-szigetek       | · Új-Zéland       | Körmérkőzés    | · Salamon-szigetek | · Fidzsi-szigetek | Körmérkőzés  | · Pápua Új-Guinea  |
| 2012 Részletek | Új-Zéland             | · Új-Zéland       | 1-0            | · Fidzsi-szigetek  | · Vanuatu         | 1-0          | · Pápua Új-Guinea  |
| 2015 Részletek | Pápua Új-Guinea       | · Fidzsi-szigetek | 0-0 (4-3 b.u.) | · Vanuatu          | · Pápua Új-Guinea |              | · Új-Zéland        |

- b.u. – büntetők után